# Cmentarz Wojskowy na Powązkach

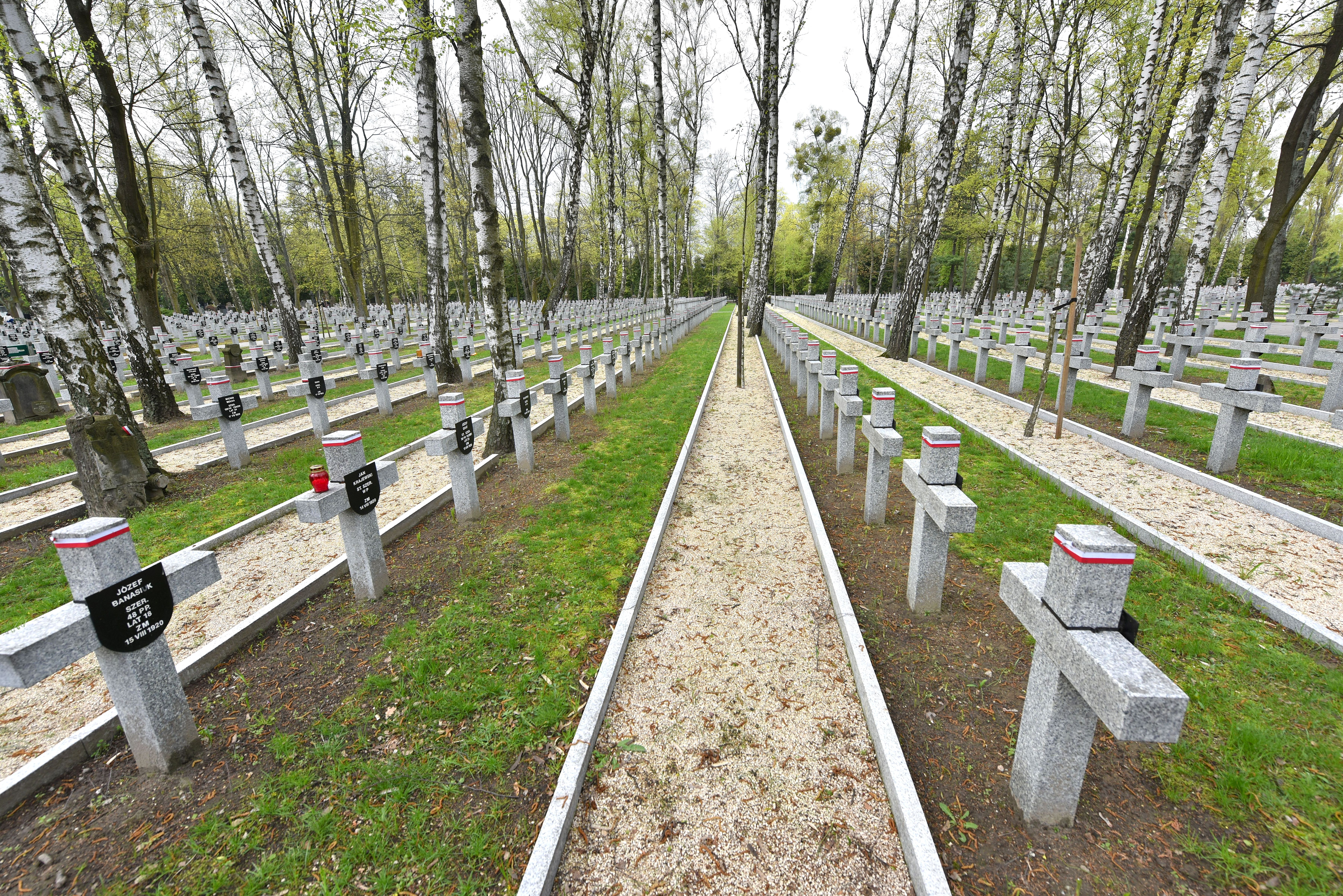
Groby żołnierzy poległych podczas wojny polsko-bolszewickiej w 1920

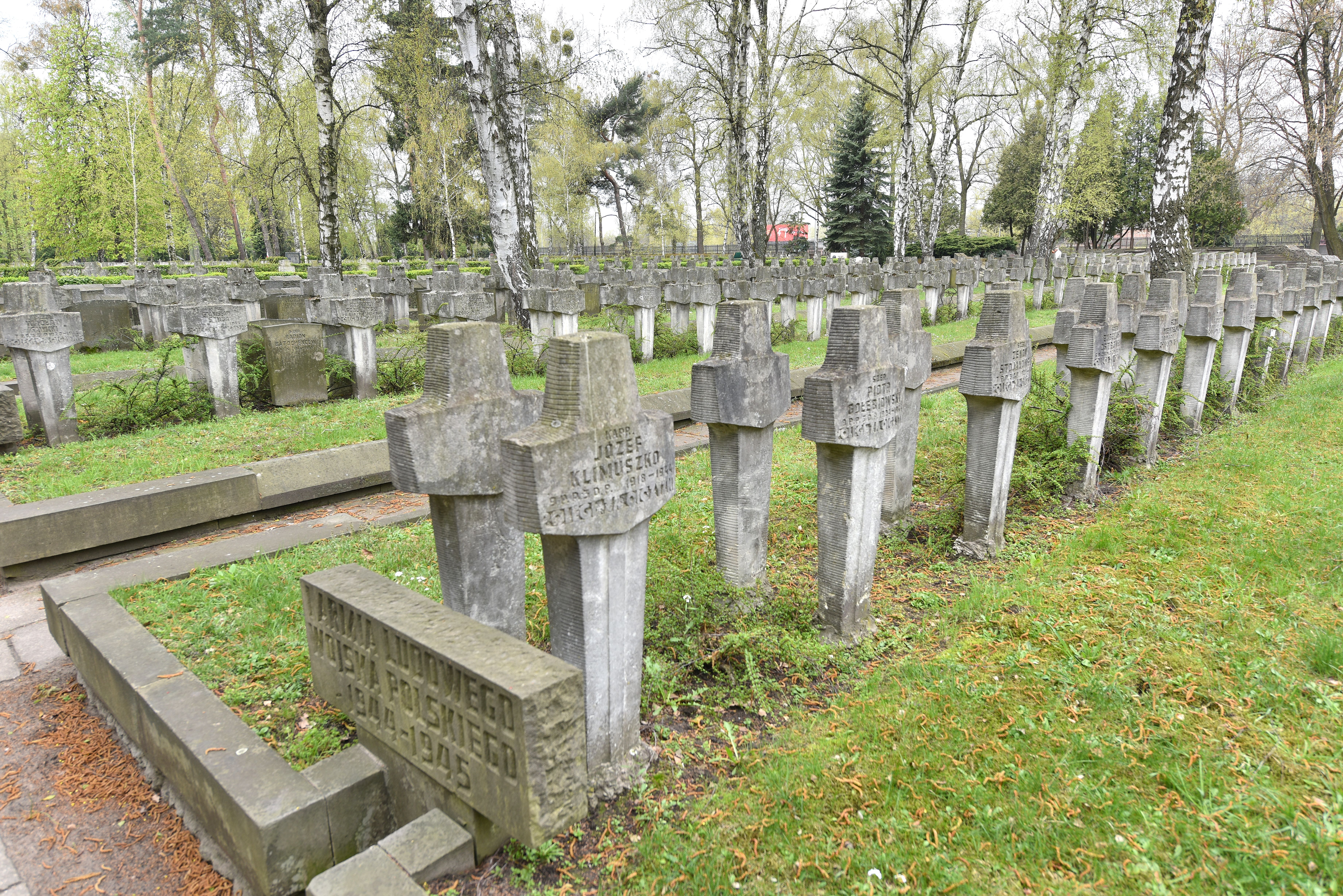
Groby żołnierzy Ludowego Wojska Polskiego

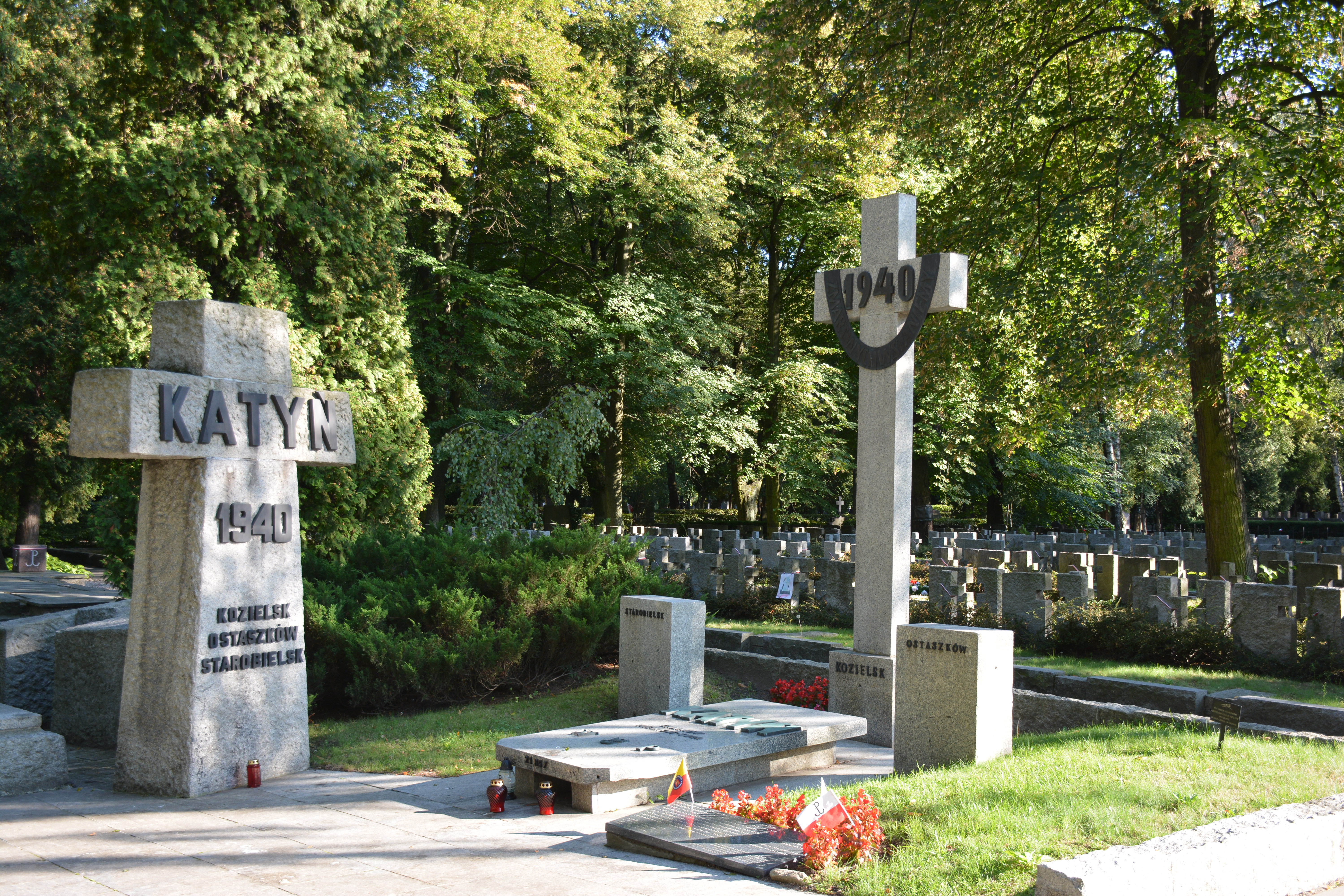
Pomnik ofiar Zbrodni Katyńskiej w Dolince Katyńskiej

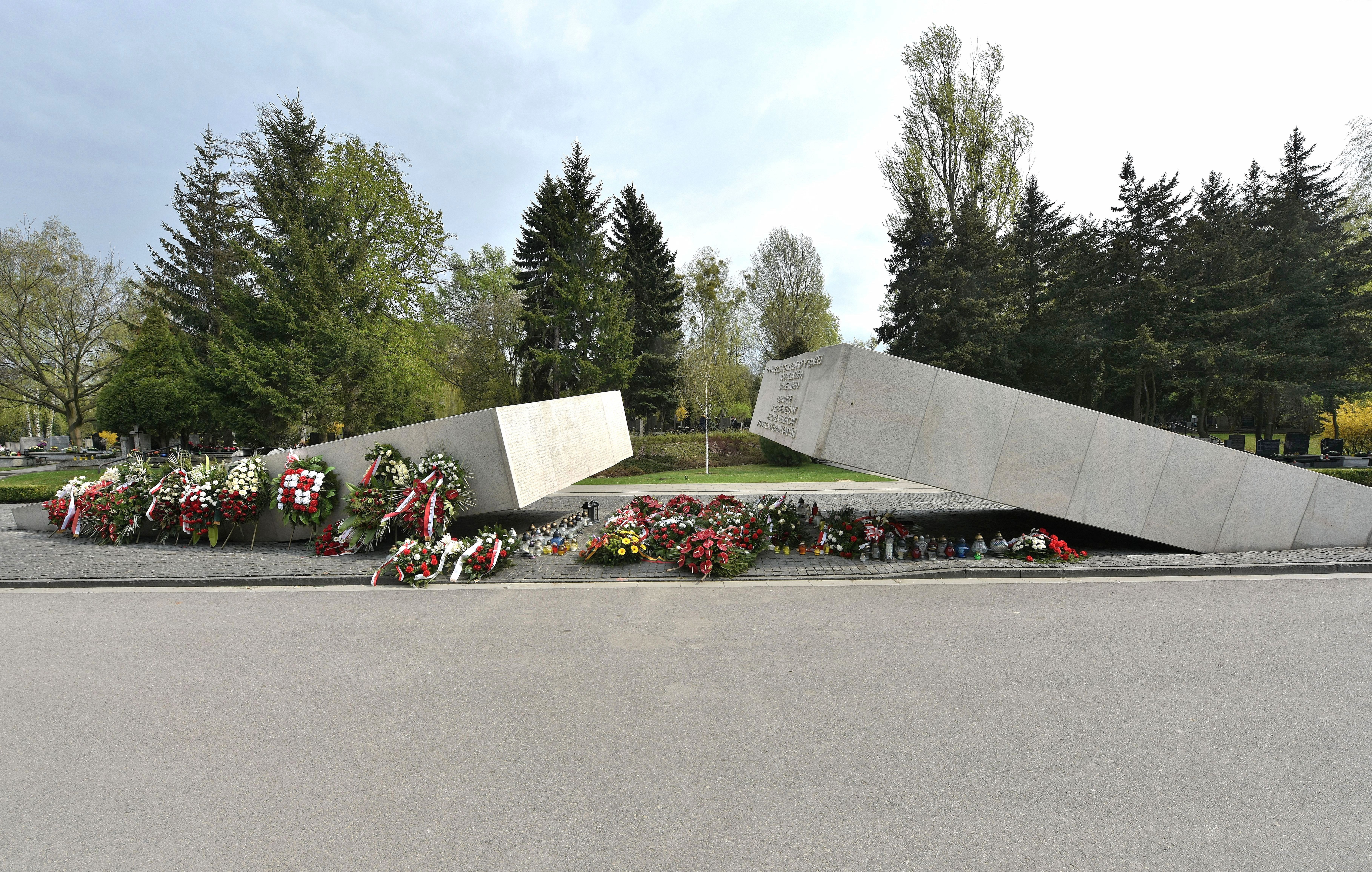
Pomnik ofiar katastrofy smoleńskiej

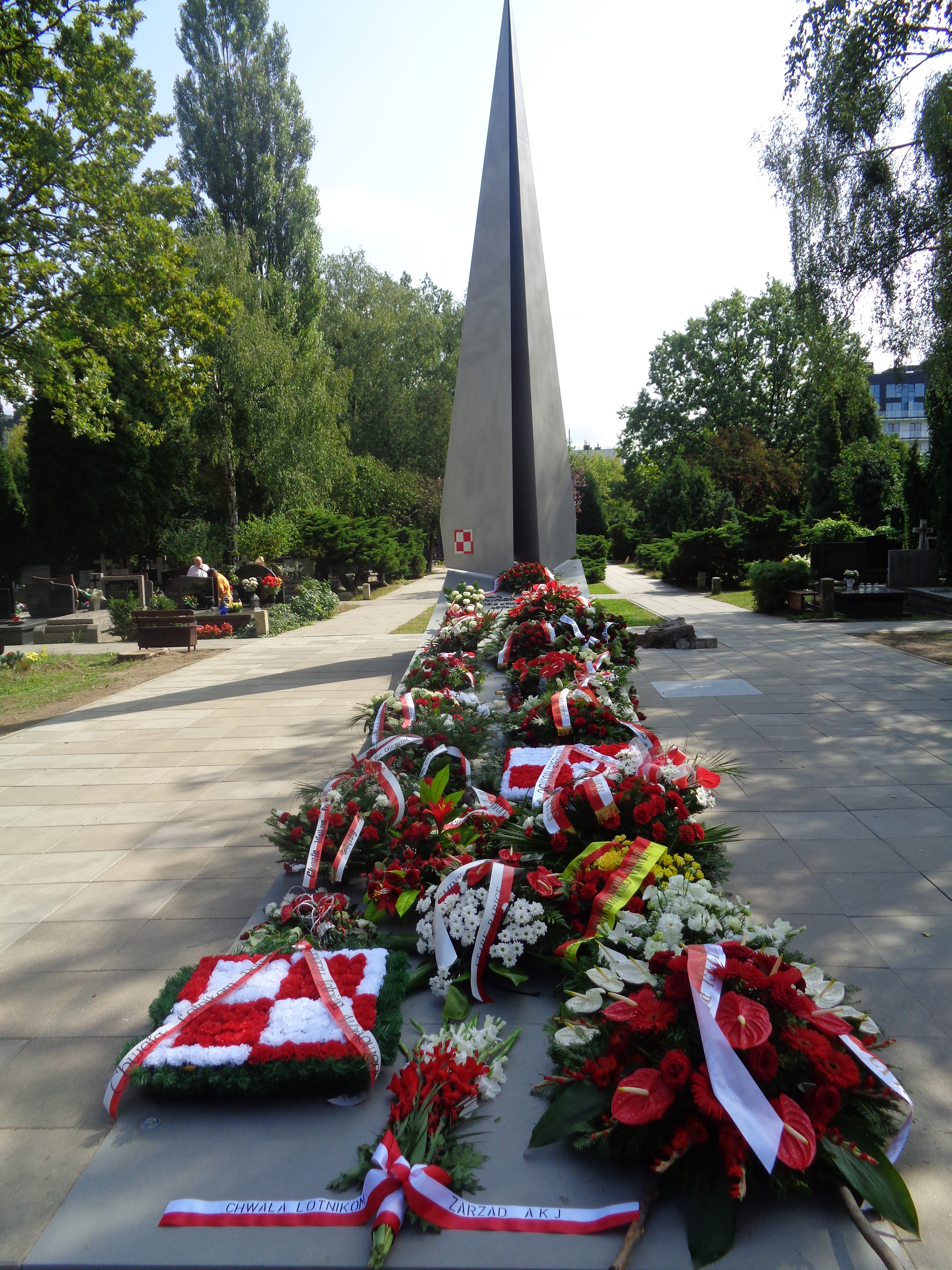
Pomnik – „Chwała Lotnikom Polskim”

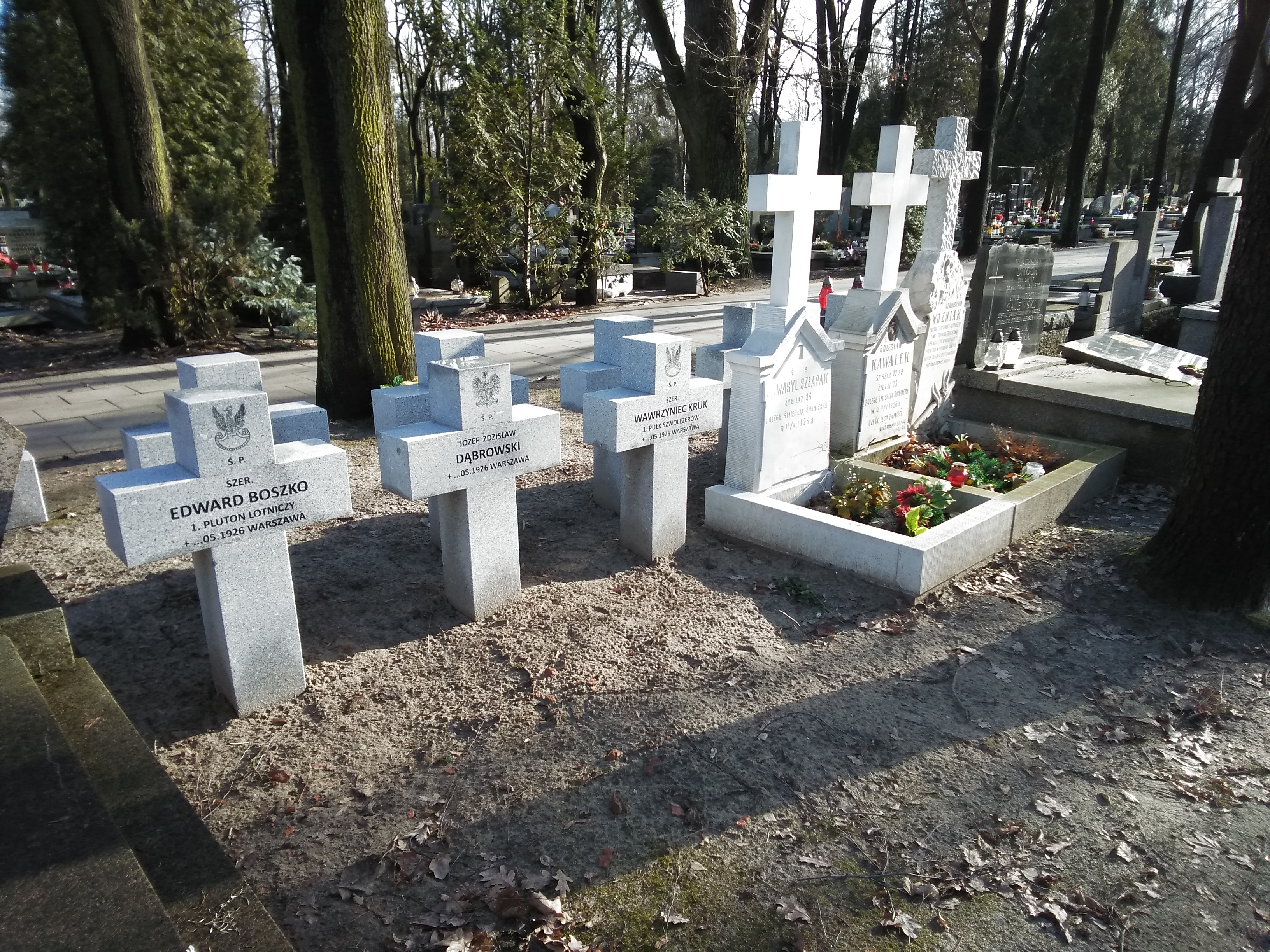
Groby żołnierzy poległych podczas przewrotu majowego

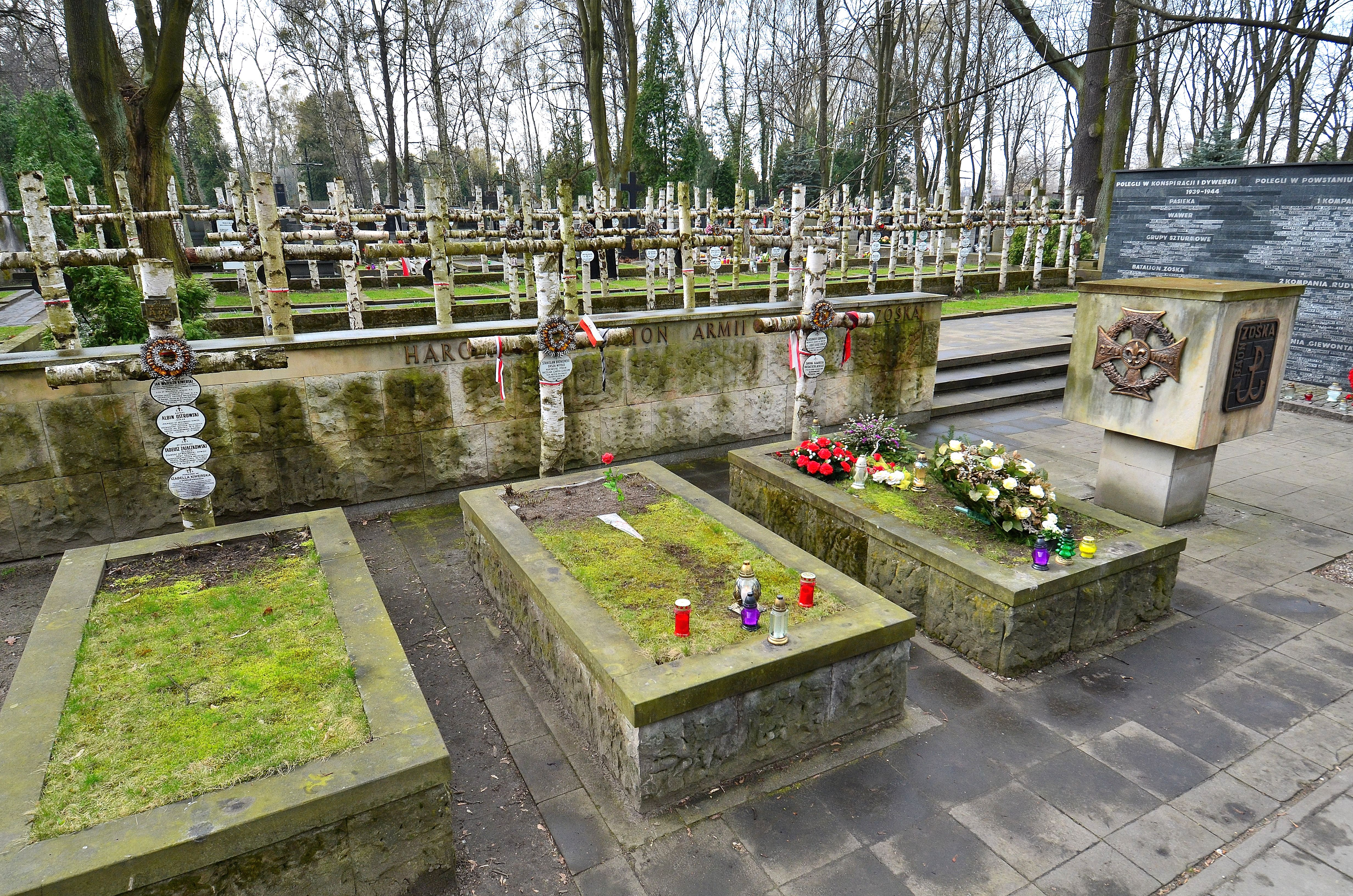
Kwatera Harcerskiego batalionu Armii Krajowej „Zośka”

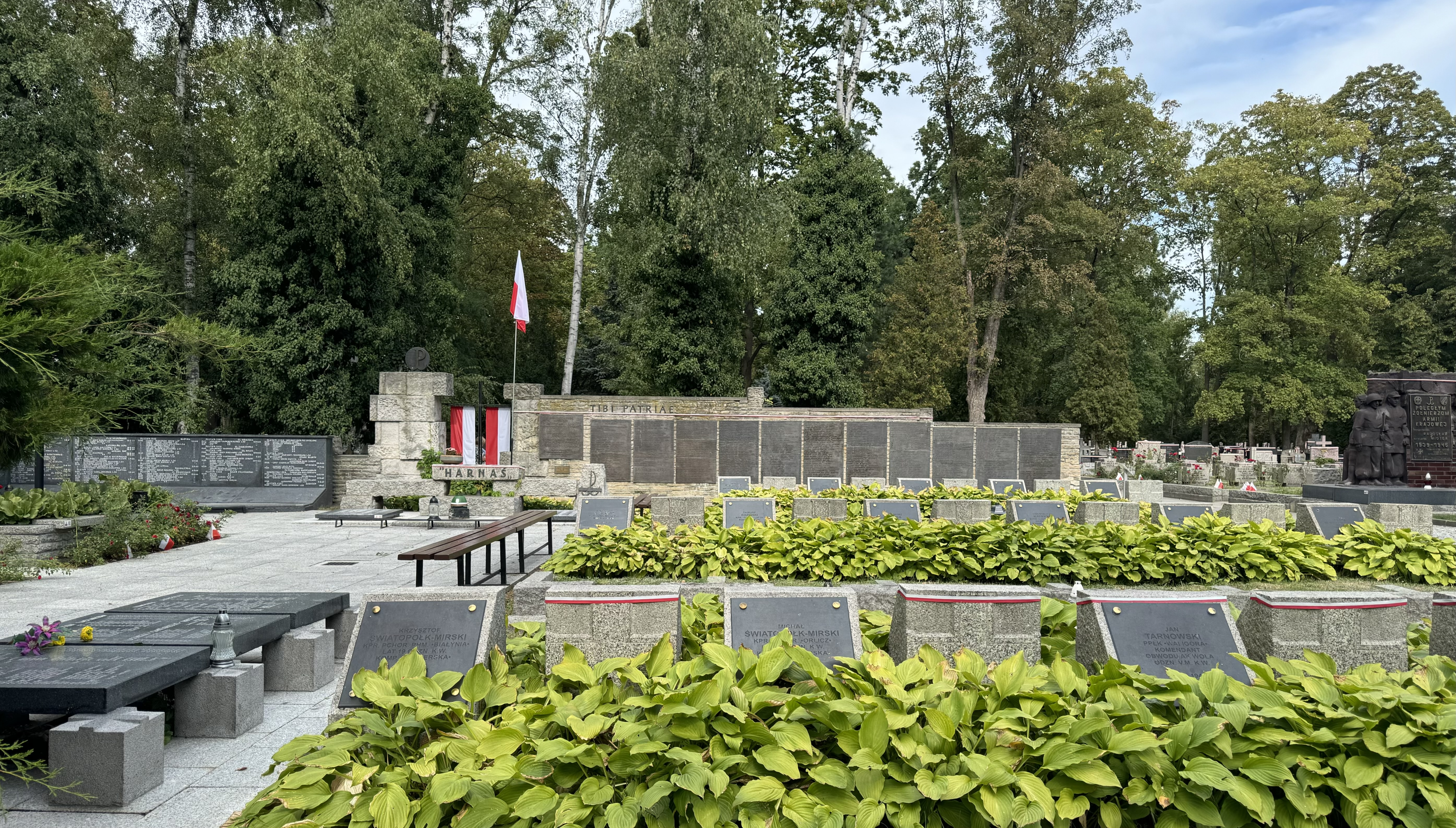
Kwatera Harcerskiego batalionu Armii Krajowej „Harnaś”, B24

Cmentarz Wojskowy na Powązkach, zwyczajowo Powązki Wojskowe – cmentarz komunalny znajdujący się przy ul. Powązkowskiej 43/45 w Warszawie.
Nekropolia znajduje się w północno-zachodniej części Powązek, w dzielnicy Żoliborz. Od strony południowej graniczy z Laskiem na Kole, od zachodu al. Armii Krajowej, a od północy ul. Powązkowską.
Cmentarz zajmuje powierzchnię 24,3 ha. Bywa mylony ze znajdującym się przy tej samej ulicy znacznie starszym cmentarzem Powązkowskim.

## Historia
Cmentarz został założony w 1912 przez władze Warszawskiego Okręgu wojskowego jako cmentarz prawosławny przeznaczony dla zmarłych żołnierzy rosyjskich. Po wybuchu I wojny światowej miejsce spoczynku znaleźli tu nie tylko Rosjanie, ale również jeńcy – żołnierze niemieccy, węgierscy, chorwaccy, czescy, słowaccy oraz polscy, którzy zmarli w warszawskich szpitalach. Po zajęciu Warszawy przez wojska niemieckie w sierpniu 1915 nekropolia przeszła pod zarząd garnizonu niemieckiego. W jej północno-zachodniej części zaczęto grzebać poległych i zmarłych żołnierzy niemieckich.
Po 1918 cmentarz został przejęty przez władze wojskowe i oddany w zarząd Kurii Biskupa Polowego. Nekropolię powiększono do 16,5 ha, podzielono na kwatery i wytyczono aleję główną. W 1922 Kuria przekazała bezpośredni nadzór nad cmentarzem nowo utworzonej parafii św. Jozafata. Cmentarz stał się tradycyjnym miejscem pochówków wojskowych zmarłych w czasie pokoju oraz członków ich rodzin. W 1921 i w kolejnych latach spoczęli na nim uczestnicy powstań: listopadowego, styczniowego, wielkopolskiego, powstań śląskich, bohaterowie wojny polsko-bolszewickiej i walk o granice RP oraz ofiary przewrotu majowego.
Umieszczenie po 1937 na ścianie kwatery weteranów powstania styczniowego 205 brązowych tabliczek z nazwiskami powstańców zmarłych w ostatnich latach na terenie Polski był jednym z pierwszych przypadków budowania na cmentarzu grobów symbolicznych – osób zmarłych lub poległych w innych miejscowościach. Takie rozwiązanie było szczególnie często praktykowane na Powązkach po II wojnie światowej.
Podczas obrony Warszawy we wrześniu 1939 na cmentarzu chowano poległych żołnierzy, często ofiary bombardowań lotniczych. Po kapitulacji miasta przeniesiono tam ekshumowane ciała żołnierzy pochowanych na miejskich placach i skwerach.
W 1941 władze okupacyjne rozpoczęły grzebanie na cmentarzu żołnierzy niemieckich. Niemcy zajęli w tym celu pięciohektarowy teren od strony ulicy Powązkowskiej, nakazując ekshumację znajdujących się tam 59 grobów żołnierzy polskich. Powstał tzw. cmentarz Bohaterów (niem. Heldenfriedhof). Wydzielony teren nekropolii został ogrodzony, a brama główna zamknięta dla ludności polskiej.
W czasie okupacji na Powązkach chowano, zwykle pod przybranymi nazwiskami, członków polskiego ruchu oporu, m.in. Jana Bytnara (jako Jana Domańskiego). Grzebano tam również jeńców radzieckich.
W latach 1945–1947 na cmentarz przenoszono ekshumowane ciała powstańców i osób cywilnych pogrzebanych na terenie miasta w czasie powstania warszawskiego. W zajmujących zwarty obszar kwaterach pochowano poległych w powstaniu żołnierzy Armii Krajowej, m.in. ze zgrupowań i batalionów „Zośka”, „Parasol”, „Golski”, „Gustaw”, „Kiliński”, „Miotła”, „Kryska”, a także żołnierzy Armii Ludowej. 1 sierpnia 1946, w drugą rocznicę wybuchu powstania, w kwaterze A-26 odsłonięto pomnik Gloria Victis. Ofiary cywilne grzebano w większości na utworzonym w sierpniu 1945 przy wschodniej granicy cmentarza wojskowego na obszarze 7,8 ha pierwszym w Warszawie cmentarzu bezwyznaniowym (komunalnym).
W 1946 cmentarz przejęła administracja wojskowa, co pozwoliło na uzyskanie środków na konserwację i uporządkowanie nekropolii.
W latach 50. na cmentarzu powstała Aleja Zasłużonych, umiejscowiona w części alei głównej. Została ona zamknięta dwoma rondami i obsadzona tujami. Jej oś centralną zamyka grobowiec Karola Świerczewskiego. Kiedy zabrakło przy niej miejsca, podjęto decyzję, że jej przedłużeniem będą dwie prostopadłe do alei głównej nekropolii aleje:
- przy głównej bramie przy ul. Powązkowskiej, pomiędzy kwaterami 2 i 4,
- za grobowcem Bolesława Bieruta, pomiędzy kwaterami 30 i 32 oraz 29 i 31.

1 stycznia 1964 doszło do połączenia cmentarza wojskowego z cmentarzem komunalnym, w wyniku czego przejęty przez miasto obiekt zmienił nazwę na Cmentarz Komunalny-Powązki.
W latach 1963–1964 wzniesiono Dom Przedpogrzebowy zaprojektowany przez Zbigniewa Gnassa przy współpracy Ryszarda Sobolewskiego i Stanisława Lisowskiego. W latach 1965–1969 przebudowano kwatery wojenne.
Oprócz wyodrębnionych kwater na cmentarzu znajdują się liczne pomniki, upamiętnienia i tablice pamiątkowe m.in. pomniki Cichociemnych, 54 członków PPR straconych 16 grudnia 1942, I Brygady Spadochroniarzy poległych pod Arnhem oraz jeńców wojennych rozstrzelanych w Woldenbergu.
W 1990, w związku z budową kolejnego odcinka al. Prymasa Tysiąclecia, ekshumowano szczątki 2566 pochowanych na cmentarzu żołnierzy niemieckich, którzy m.in. zmarli w warszawskich szpitalach z ran odniesionych na froncie wschodnim i podczas walk w powstaniu warszawskim, i przeniesiono je na cmentarz wojenny w pobliżu wsi Joachimów-Mogiły.
W 1998 Rada Warszawy przywróciła nazwę „Cmentarz Wojskowy” funkcjonującą przed 1964.
Tak jak w przypadku pozostałych stołecznych cmentarzy komunalnych, rodziny zmarłych odznaczonych: Orderem Orła Białego, Orderem Wojennym Virtuti Militari, Orderem Krzyża Wojskowego oraz Honorowych Obywateli m.st. Warszawy są zwolnione z opłat za udostępnienie miejsca grzebalnego na Cmentarzu Wojskowym w celu utworzenia i zachowania grobu oraz za udostępnienie niszy urnowej w kolumbarium.

## Kwatery Cmentarza Wojskowego na Powązkach

### Kwatera na Łączce
W tzw. kwaterze „Ł” (tzw. Łączce) potajemnie pochowane zostały osoby zamordowane przez funkcjonariuszy Urzędu Bezpieczeństwa w latach 1948–1954. Miejsce to znajduje się w pobliżu murów pomiędzy cmentarzem Wojskowym i komunalnym. W 2015 roku odsłonięto tam Panteon – Mauzoleum Wyklętych-Niezłomnych.

### Dolinka Katyńska
Dolinka Katyńska na Cmentarzu Wojskowym na Powązkach jest najważniejszym w Warszawie miejscem upamiętnienia ofiar zbrodni katyńskiej (1940).

### Kwatera Smoleńska
10 listopada 2010 roku na Cmentarzu Wojskowym na Powązkach odsłonięto pomnik ku czci ofiar katastrofy polskiego Tu-154 w Smoleńsku, zaprojektowany przez warszawskiego artystę rzeźbiarza Marka Moderaua i znajdujący się w tzw. Kwaterze Smoleńskiej. Integralną częścią upamiętnienia są znajdujące się tam groby 28 ofiar katastrofy.

### Kwatera Harcerskiego Batalionu Armii Krajowej „Zośka”
W tej kwaterze, oznaczonej numerem A-20, znajdują się 174 groby, w większości harcerzy – członków Szarych Szeregów i Batalionu „Zośka”, którzy zginęli podczas II wojny światowej, oraz pojedyncze groby cywilne.
Pierwszą osobą pochowaną w tym miejscu (3 kwietnia 1943) był Jan Bytnar „Rudy”, odbity 26 marca w akcji pod Arsenałem. Przy uzyskaniu zgody na jego pochowanie (pod przybranym nazwiskiem Jana Domańskiego) uzyskano jednocześnie zgodę zarządu nekropolii na zajęcie przyległego terenu na kolejne pochówki. Miejsce wskazał Tadeusz Zawadzki „Zośka” za namową swojego ojca, Józefa Zawadzkiego.
Cechą charakterystyczną kwatery są ustawione na grobach białe brzozowe krzyże. Prostopadle do linii grobów znajduje się również mogiła symboliczna w formie muru obłożonego czarnym sjenitem. Wyryto na nim dziesiątki nazwisk poległych żołnierzy związanych z Grupami Szturmowymi i Batalionem „Zośka”, którzy nie mają swoich grobów na Powązkach (w większości przypadków ich ciał nie odnaleziono).